# Wilhelm Philipp Schimper

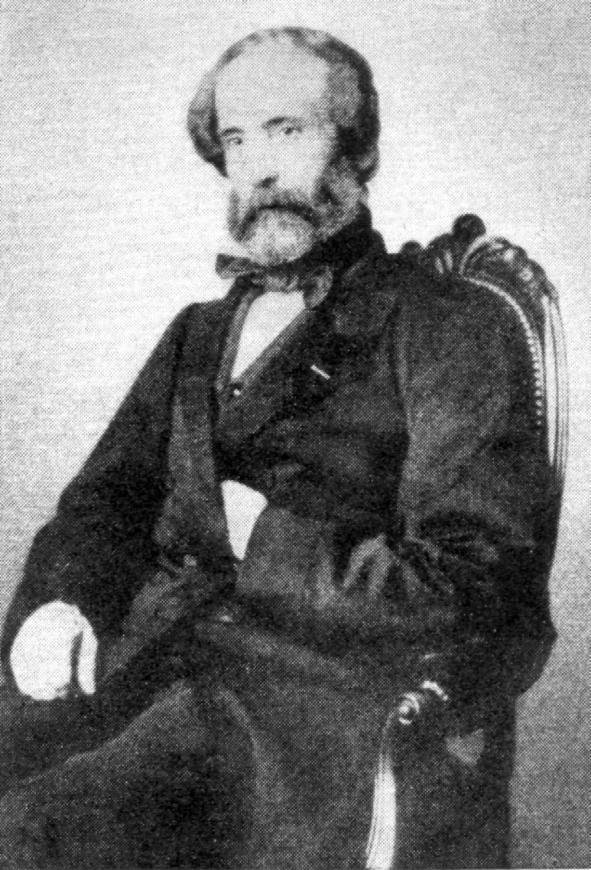
Wilhelm Philipp Schimper

Wilhelm Philipp Schimper (Dosenheim, 1808. január 12. – Strassburg, 1880. március 20.) német paleontológus, Andreas Franz Wilhelm Schimper (1856-1901) apja, Karl Friedrich Schimper (1803-1867) és Georg Wilhelm Schimper (1804-1878) unokaöccse.

## Életútja
A strassburgi egyetemen végezte tanulmányait, 1839-ben kinevezték a város természettudományi múzeumának igazgatójává. 1862 és 1879 között a strassburgi egyetemen tanított.

## Nevezetesebb munkái
- Bryologia europaea (Stuttgart, 1836-55, 6 kötet, 640 tábla, Supplementuma uo. 1864-66, 40 tábla);
- Monographie du gres bigarré des Vosges (Lipcse, 1844);
- Stirpes normales bryologiae europaea (Strassburg, 1844-54);
- Recherches anatomiques et morphologiques sur les mousses (uo. 1849);
- Icones morphologicae (Stuttgart, 1860);
- Mémorie pour servir a l'histoire naturelle des Sphagnum (Párizs, 1854, németül: Stuttgart, 1857);
- Palaeontologica alsatica (Strassburg, 1854);
- Synopsis muscorum europaeorum (Stuttgart, 1860, 2. kiad. 1876);
- Le terrain de transition des Vosges (Strassburg, 1862, Köchlinnel);
- Traité de paléontologie végétable (Párizs, 1869-74, 3 kötet).